# Królestwo Mide

Herb

Królestwo Mide (ang. Kingdom of Mide) inaczej: Królestwo Meath – średniowieczne królestwo w Irlandii. 
Nazwa oznacza "środek", królestwo było położone w samym sercu Irlandii i obejmowało dzisiejsze hrabstwa: całe hrabstwa Meath i Westmeath oraz częściowo hrabstwa Cavan, Dublin, Kildare, Longford, Louth i Offaly. Przyjmuje się, że królestwo zostało założone w I wieku n.e. przez Tuathala Teachtmhara. Królestwo kontrolowało m.in. hrabstwo Meath, o czym świadczą znalezione monolity Ogham Stone. Siedzibą królów i miejscem rytualnym królestwa była Tara.